# Margherita von Brentano

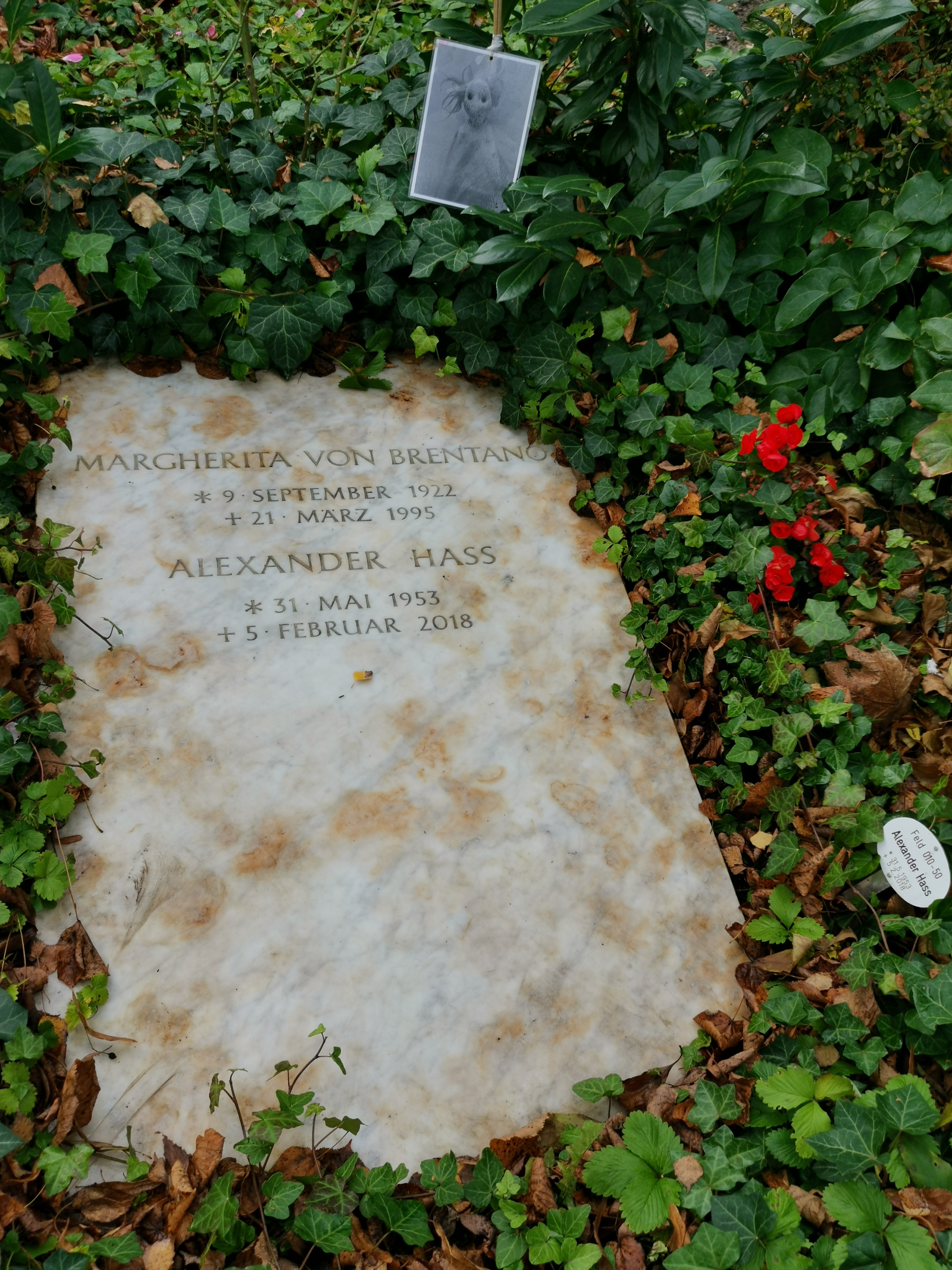
Grab auf dem Friedhof Berlin-Dahlem

Margherita von Brentano (* 9. September 1922 in Sauerburg bei Kaub (Mittelrhein); † 21. März 1995 in Berlin) war eine deutsche Philosophin und Professorin an der Freien Universität Berlin (FU Berlin). Von 1970 bis 1972 war sie die erste Vizepräsidentin der Hochschule. Die Universität benannte nach ihr das dortige Zentrum für Geschlechterforschung und vergibt seit 1995 einen nach ihr benannten Preis an herausragende Projekte der Frauenforschung und Frauenförderung.

## Leben und Leistungen
Margherita von Brentano wurde als viertes Kind des Diplomaten Clemens von Brentano und seiner Frau Dorothea von Brentano, geborene von Loehr, auf der Sauerburg bei Kaub am Rhein geboren. Sie gehört zur weitverzweigten Künstler-, Politiker- und Wissenschaftlerfamilie der Brentanos. Aufgrund des häufigen Wohnortwechsels der Familie zunächst von Hauslehrern unterrichtet, besuchte von Brentano von 1932 bis 1937 das Oberlyzeum der Schwestern Unserer Lieben Frau in Berlin-Charlottenburg, anschließend die realgymnasiale Studienanstalt der Westend-Schule, an welcher sie im März 1940 das Abitur ablegte.

### Berufliche Entwicklung
Im September 1940 begann Margherita von Brentano ein Studium der Philosophie, Geschichte, Germanistik und Anglistik an der Friedrich-Wilhelms-Universität in Berlin, das sie ab Herbst 1941 an der Albert-Ludwigs-Universität Freiburg vor allem am Philosophischen Seminar bei Martin Heidegger fortsetzte. Nach der Prüfung für das Höhere Lehramt, die sie im März 1945 mit einer Studie über den Reichsgedanken des Nikolaus Cusanus absolvierte, wurde von Brentano 1948 in Freiburg mit einer noch vor Kriegsende bei Heidegger begonnenen Studie über Die Bedeutung des „ἕν“ als Grundbegriff der aristotelischen Metaphysik zum Dr. phil. promoviert. Ihr Doktorvater war, nachdem Heidegger 1946 die Lehrerlaubnis entzogen worden war, der Freiburger Philosoph und Psychologe Robert Heiß.
In den Jahren 1948/49 gab sie die deutsch-französische Zeitschrift La rencontre – das Treffen heraus. Sie arbeitete von 1947 bis 1956 als Redakteurin beim Südwestfunk und gründete dort den Schulfunk, der sich unter ihrer Leitung von 1950 bis 1954 unter anderem stark mit dem Nationalsozialismus auseinandersetzte. 1956 kehrte sie als Assistentin von Wilhelm Weischedel nach Berlin zurück und arbeitete am Philosophischen Institut der FU Berlin. Der neue Chefredakteur des Spandauer Volksblatts, Hans Höppner, engagierte sie als Autorin für seine Zeitung. Von 1970 bis 1972 war sie die erste Vizepräsidentin der Hochschule. Sie war die erste Frau, die in dieses Amt gewählt wurde und musste sich bei ihrer Wahl der Frage stellen lassen, warum sie unter ihrem eigenen Namen und nicht dem ihres Ehemanns kandidierte. Margherita von Brentano wurde 1972 Professorin an der FU Berlin, wo sie auch als geschäftsführende Direktorin des Instituts für Philosophie wirkte, und blieb es bis zu ihrer Emeritierung 1987.
Margherita von Brentano beteiligte sich engagiert an den politischen Auseinandersetzungen ihrer Zeit, wie der Friedensbewegung gegen die NATO-Nachrüstung in den fünfziger Jahren. Sie gehörte zu den Initiatoren der Zeitschrift Das Argument. Eines der zentralen Themen von Brentano war die Gleichberechtigung von Frauen an der Universität. Die FU Berlin hat das Zentrum für Geschlechterforschung nach von Brentano benannt.

### Persönliches
Sie war mit dem Religionssoziologen und Judaisten Jacob Taubes verheiratet.

## Ehrungen und Auszeichnungen
Seit 1995, dem Jahr ihres Todes, verleiht die Freie Universität Berlin einmal jährlich den Margherita-von-Brentano-Preis an besonders herausragende Projekte der Frauenförderung und Frauenforschung.
In Würdigung ihrer Leistungen als Wissenschaftlerin und Forscherin wurde ihr anlässlich der Wissensstadt Berlin 2021 im Rahmen der Ausstellung „Berlin – Hauptstadt der Wissenschaftlerinnen“ eine Ausstellungstafel gewidmet.

## Schriften
- Die Bedeutung des „ἕν“ [transkribiert: hen] als Grundbegriff der aristotelischen Metaphysik. Dissertation. Freiburg 1948, DNB 480199191.
- Philosophie, Theoriestreit, Wissenschaftspluralismus. Argument-Verlag, Berlin 1978, ISBN 978-3-920037-13-4.
- unter Mitwirkung von Margherita von Brentano: Grenzenbeschreibung: Gespräche mit Philosophen. aus einer Sendereihe des NDR. Meiner, Hamburg 1980, ISBN 978-3-7873-0504-9.
- Die Situation der Frauen und das Bild „der Frau“ an der Universität. In: Universitätstage 1963 – Universität und Universalität, Veröffentlichung der Freien Universität Berlin. Berlin: de Gruyter, 1963, S. 73–93.
- Iris Nachum, Susan Neiman (Hrsg.): Das Politische und das Persönliche. Eine Collage. Wallstein Verlag, Göttingen: 2010, ISBN 978-3-8353-0614-1. Inhaltsverzeichnis. (d-nb.info).
- Peter McLaughlin (Hrsg.): Akademische Schriften. Wallstein Verlag, Göttingen 2010, ISBN 978-3-8353-0613-4. Inhaltsverzeichnis. (d-nb.info).